# Obeidia maxima
Obeidia maxima là một loài bướm đêm trong họ Geometridae.